# دفع مدفوع
دفع مدفوع که در گفتار رسمی به آن دفع، قضای حاجت، اجابت مزاج و در گفتار عامیانه به آن ریدن گفته می‌شود، آخرین مرحله از عملیات دستگاه گوارش جانداران است. در این مرحله اندام‌های زیرین دستگاه گوارش به خروج مواد جذب نشده و زائدِ عمل گوارش، که مدفوع (پیخال) گفته می‌شوند می‌پردازند. دفع مدفوعِ انسان به‌طور متناوب از چند بار در روز تا چند بار در هفته
متغیر است.
هر انسان در یک سال نزدیک به ۱۴۵ کیلوگرم (نزدیک به دو برابر وزن بدن خود) مدفوع تولید می‌کند.
زور زدن هنگام تخلیه روده‌ها ممکن است باعث بروز مشکلاتی مانند بواسیر، سنکوپ و حتی سکته مغزی در انسان گردد.